# Nahr el-Jaouz
Le Nahr el-Jaouz, ou fleuve Jaouz, est un fleuve libanais long d'environ 25 kilomètres. Il n'est pas navigable.

## Parcours
Il prend sa source à Ain er-Raha, près de la réserve de Arz Tannourine, et se jette dans la mer Méditerranée au niveau du village de Koubba, au Nord de Batroun, peu après avoir contourné le Fort de Mseilha.

## Pollution
Le fleuve s'assèche complètement en été et il est pollué par plusieurs égouts, et a, à ce titre, fait l'objet d'une étude utilisant l'analyse multidimensionnelle afin d'évaluer ses qualités.